# Diktyotän
Diktyotän (oder auch Dyktiotän-Stadium genannt) bezeichnet eine Ruhephase in der Oogenese bei Säugetieren, einschließlich des Menschen. Bis zum 5. Entwicklungsmonat der weiblichen Embryonalentwicklung entstehen ca. 7 Millionen Primordialfollikel. Sie treten in das Diktyotänstadium ein und stellen ihre Reifung in der  Prophase der 1. Reifeteilung bis zur Pubertät ein. Das Diktyotän ist aber kein eigenes Stadium in der Prophase I, sondern die Bezeichnung für das arretierte Diplotän.
In diesem Stadium sterben v. a. in der Rindenregion des Ovars sehr viele Follikel (Ovarialfollikel) ab. Bei der Geburt besitzen beide Ovarien zusammen ca. 1 Million Follikel und bis zur Pubertät bleiben ca. 400.000 in der Rindenregion des Ovars.
Ab der Pubertät bis zur Menopause werden jeden Monat 5–15 Primordialfollikel reaktiviert und zur Reifung stimuliert (wobei nur ein Follikel letztendlich bei der Ovulation ausgestoßen wird, die anderen sterben ab). Manche Primordialfollikel bleiben Jahrzehnte (bis zur Menopause) im Diktyotän-Stadium.